# A.I.C.O.：化身
《A.I.C.O.：化身》（英語：A.I.C.O. Incarnation）是一部由BONES制作的原創動畫，于2018年春季於Netflix獨家播映。

## 故事簡介
2035年的日本，某個研究計畫引發了一場名為「大爆炸」（バースト）的意外，並產生了一隻失去控制的人工生命體「渾沌」（マター）。渾沌佔據了整個黑部峽谷，而這個曾被譽為人類希望的研究重鎮就因安全問題遭政府全面封鎖。
兩年後，在大爆炸中失去家人的15歲少女橘愛子，從轉學生神崎雄哉得知令人難以置信的事實——她的體內隱藏著一個秘密，而一切謎題的答案就藏於大爆炸的中心地「原初點」。

## 登場人物
橘愛子（聲：白石晴香）
本作女主角，15歲的中學生。由於2年前事故的影響劇情開始初期一直使用輪椅，當神崎轉入其所在班級後意外地恢復了行走能力。
被神崎告知自己在經歷嚴重意外後，為了治療而進行手術與自己的複製體交換了大腦，眼球上刻有其複製體編號20210002。被神崎告知自己原本的身體在大爆炸「原初點」的桐生研第二研究所。（雖然劇情推展透露另一版本。）
終結「大爆炸」的關鍵人物，隨著故事的展開，逐漸解開身上的秘密：伊佐津恭介為桐生研第二研究所的研究人員，其女兒伊佐津柚葉被作為研究人工生命體的複製體來源之一，由良俊英成功在複製體中複製出擁有她完整人格的人工生體腦。柚葉在一次嚴重意外中，由良俊英暗中在手術中將她的人工生體腦和她本身的大腦交換，但她本身的大腦移植入人工生命體複製體後，由於失控導致了「大爆炸」，柚葉的原身體和人工生體腦的合體（愛子）被帶出研究所（一開始被告知是原大腦和人工生體身體的合體被帶出研究所；然而大腦與眼球是相連的複製體，留在「原初點」的才是原大腦和人工生體身體）。最終神崎等人將愛子帶回桐生研第二研究所，並通過手術重新交換大腦和身體，由於人工生命體的愛子體現出了人性，神崎放棄將其銷毀的想法，並且在父親送的人工生命體寵物“軟軟”的幫助下，人工生命體愛子重新獲得新的人工生體身體。最終人類愛子恢復原來正常的生活，人工生命體愛子則離開並開始自己的新生活。
神崎雄哉（聲：小林裕介）
本作男主角，突然轉學到愛子班上的轉學生，為潛入隊伍前往原初點的領路人。
随着故事的展开，逐渐解开身上的秘密：其真实身份是桐生研第二研究所的天才研究员由良俊英（声：间岛淳司），在「大爆炸」时身亡，但在黑濑的帮助，将自己的意识转移到桐生研第二研究所第一个人工生命体身上，并完成自己的赎罪——将爱子和柚叶的大脑重新交换过来，并销毁人工生命体爱子。随着回到桐生研第二研究所期间和人工生命体爱子的相处，得出人工生命体爱子已经有具有独立的人性，最终完成爱子的交换手术后没有销毁人工生命体爱子。
篠山大輔（聲：竹內良太）
潛入隊伍的負責人，負責判定兩隊中哪一隊為前往原初點的最終合格隊伍。在进入桐生研第二研究所的旅途中，为了保护爱子等人而牺牲。
白石真帆（聲：茅野愛衣）
潛入隊伍的成員之一，篠山大輔的搭檔，曾是特勤隊的成員。
相模芳彥（聲：古川慎）
潛入隊伍的成員之一，水瀨一樹的搭檔，行動時以同伴安全為第一優先。
水瀨一樹（聲：村田太志）
潛入隊伍的成員之一，相模芳彥的搭檔。
芹遙香（聲：名塚佳織）
潛入隊伍的成員之一，三澤楓的搭檔。
三澤楓（聲：M·A·O）
潛入隊伍的成員之一，芹遙香的搭檔。
黒瀬進（聲：大川透）
與由良俊英、伊佐津恭介同為桐生研的研究員，潛入隊伍的召集人。
伊佐津恭介（聲：子安武人）
與由良俊英、黑瀨進同為桐生研的研究員，女兒在一場雪崩意外中昏迷至今，為使女兒甦醒不惜一切手段。原本想参照由良的方法，通过复制出柚叶的人工生命体来期望柚叶的意识在其中恢复，但在由良的导师死后，得知由良和爱子等一切秘密后，试图通过夺取爱子的人工生体脑来拯救柚叶。最终其通过复制体连接的大脑被水濑和三泽用人工生命体销毁剂破坏，导致原本的大脑受损而失败。
伊佐津柚葉（聲：原田彩楓）
伊佐津恭介的女儿。滑雪中遭遇雪崩而失去意识，一直在接受治疗。父亲为了让其尽快醒来，复制出她的大量人工生命体来试图修复其意识，但其父亲得知由良和爱子的秘密后，试图通过她的意识连接操控她的复制体攻击爱子等人，最终被爱子等人挫败，其与复制体的意识连接切断后成功恢复醒来。
南原子（聲：田中敦子）
渾沌對策本部局長，曾是伊佐津恭介、黑瀨進等人的大學同學、亦曾經與黑瀨進相戀。第十集的大合照亦透露可能與良俊英、伊佐津恭介、黑瀨進、白石真帆等人於研究所共事過。站在政府和研究所的角度去考虑如何保护桐生研关于人工生命体的资料，期间在得知神崎和伊佐津的意图，帮助神崎延迟了政府对桐生研第二研究所渾沌销毁行动。

## 製作人員
- 原作：BONES
- 監督：村田和也
- 系列構成：野村祐一
- 角色原案：鳴子花春
- 角色設計、總作畫監督：石野聰
- 概念設計：岡田有章
- 主要機械設計：高倉武史
- 素材設計：三輪和宏
- 美術監督：東潤一
- 色彩設計：岩澤玲子
- CGI監督：太田光希
- 攝影監督：福田光
- 編輯：坂本久美子
- 音樂：岩代太郎
- 音響製作：UTAMARO Movement
- 音樂製作：Lantis
- 音響監督：明田川仁
- 音響效果：古谷友二
- 動畫製作：BONES

## 主題曲
《A.I.C.O.》
作詞：唐澤美帆，作曲：岩代太郎，主唱：TRUE

作詞：森由里子，作曲：岩代太郎，主唱：白石晴香

## 各話列表
| 話數   | 日文標題 | 繁中版標題 | 简中版标题 | 劇本       | 分鏡     | 演出                     | 作畫監督 | 物質作畫監督                          |
| ------ | -------- | ---------- | ---------- | ---------- | -------- | ------------------------ | --- | ------------------------------------- |
| 第1話  |          | 接觸       | 接触       | 野村祐一   | 村田和也 | 守田藝成                 | 山崎秀樹 | 三輪和宏                              |
| 第2話  |          | 目標       | 标的       | 野村祐一   | 村田和也 | 中川聰                   | 可兒里未 | 三輪和宏                              |
| 第3話  |          | 決斷       | 决定       | 野村祐一   | 村田和也 | 飛田剛                   | 堀川耕一 | 三輪和宏                              |
| 第4話  |          | 遭遇       | 遭遇       | 野村祐一   | 村田和也 | 下司泰弘                 | 松川哲也、丹澤學                                                                                                | 三輪和宏 佐藤由紀                     |
| 第5話  |          | 記憶       | 记忆       | 野村祐一   | 村田和也 | 菊池聰延                 | 菊池聰延、山田勝                                                                                                | 不適用                                |
| 第6話  |          | 覺醒       | 觉醒       | 野村祐一   | 村田和也 | 安齋剛文                 | 秋山英一、武本大介                                                                                              | 水畑健二                              |
| 第7話  |          | 突破       | 突破       | 和場明子   | 村田和也 | 守田藝成                 | 可兒里未、青野厚司 丹澤學、秋山英一 荻野美希                                                                    | 伊藤嘉之                              |
| 第8話  |          | 道路       | 路途       | 谷村大四郎 | 村田和也 | 飛田剛                   | 堀川耕一、加藤泰久                                                                                              | 佐藤由紀                              |
| 第9話  |          | 真實       | 真相       | 野村祐一   | 村田和也 | 角地拓大 三宅將平        | 秋山英一、堀川耕一 菅野宏紀、加藤泰久 飯山菜保子、荻野美希                                                      | 本城恵一朗                            |
| 第10話 |          | 選擇       | 选择       | 和場明子   | 村田和也 | 蓮井隆弘                 | 飯山菜保子、荻野美希 菅野宏紀                                                                                   | 中重俊祐 本城恵一朗                   |
| 第11話 |          | 忠誠       | 奉献       | 谷村大四郎 | 村田和也 | 蓮井隆弘                 | 可兒里未、山崎秀樹 青野厚司、關口亮輔 加藤愛仁                                                                  | 佐藤由紀 本城恵一朗                   |
| 第12話 |          | 重生       | 重生       | 野村祐一   | 村田和也 | 三宅將平 守田藝成 飛田剛 | 堀川耕一、可兒里未 伊藤嘉之、石野聰 秋山英一、永作友克 加藤愛仁、加藤泰久 田中誠輝、陣内美帆 芳尾勝美、山崎秀樹 | 三輪和宏 水畑健二 本城恵一朗 佐藤由紀 |

## 外部連結
- 《A.I.C.O. Incarnation》官方網站（页面存档备份，存于） （日語）
- A.I.C.O.：化身 | Netflix 正式網頁（页面存档备份，存于） （多國語系）
- A.I.C.O.：化身的X（前Twitter）